# Линарес (футбольный клуб, 1990)
«Линарес» (исп. Club Deportivo Linares) — не существующий в настоящее время испанский футбольный клуб из одноимённого города, выступавший в своём последнем сезоне 2008/09 в Сегунде Б, третьем по силе дивизионе Испании. Основан в 1990 году, на месте обанкротившегося клуба «Линарес КФ». Домашние матчи проводил на стадионе «Линарехос», вмещающем 10 000 зрителей. В «Примере» и «Сегунде» «Линарес» никогда не выступал, лучшее достижение команды в «Сегунде Б» 2-е места в сезонах 2006/07 и 2007/08. В связи с финансовыми проблемами клуб прекратил существование в 2009 году.

## Достижения
- Победитель Терсеры (2): 1997/98, 2001/02.

## Сезоны по дивизионам
- Сегунда Б — 8 сезонов.
- Терсера — 7 сезонов.
- Региональная лига — 4 сезона.

## Известные игроки и воспитанники
- Катанья
- Рафаэль Сантакрус
- Атиба Харрис
- Мохамед Диаме